# X線結晶構造解析

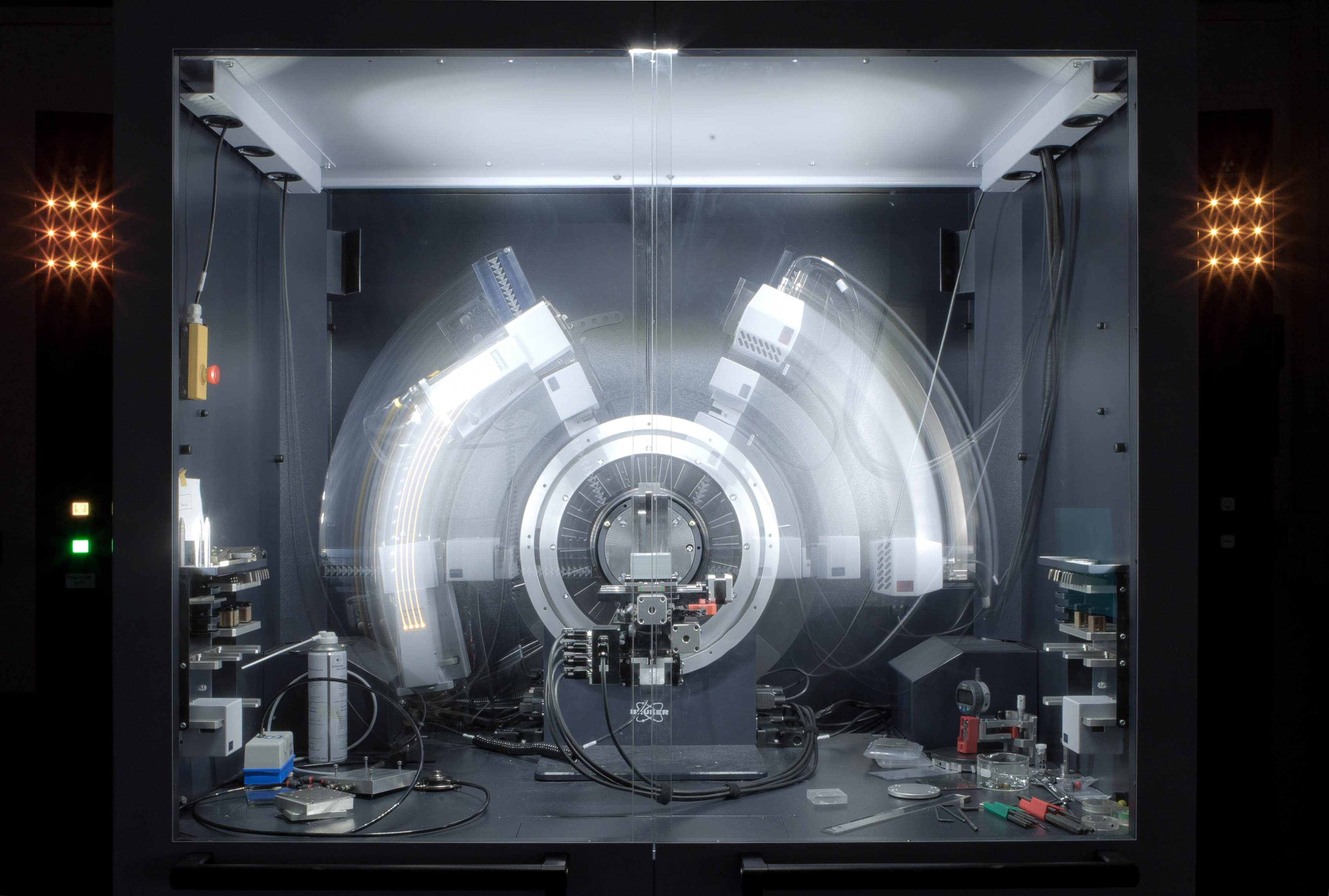
動作中の粉体X線回折計

X線結晶構造解析（エックスせんけっしょうこうぞうかいせき、独: Kristallstrukturanalyse、英: X-ray crystallography、略称: XRC、X線結晶学とも）は、結晶構造へと入射したX線が多数の特定の方向に回折する性質を用いて、結晶の原子構造や分子構造を決定する解析手法である。回折したX線の角度と強度を測定することにより、結晶学者は結晶内の電子密度の3次元画像を作成することができる。この電子密度から、結晶内の原子の平均位置、化学結合、結晶学的無秩序などのさまざまな情報を決定することができる。
塩、金属、鉱物、半導体、更には非常に多くの無機、有機、生体分子が結晶を形成することができるため、X線結晶構造解析は多くの科学分野の発展の基礎となってきた。実用化から最初の数十年間で、鉱物や合金などの分野のさまざまな材料における原子のサイズ、化学結合の長さと種類、原子スケールの差異がX線結晶構造解析によって決定された。また、この手法はビタミン、薬品、タンパク質、DNAなどの核酸といった多くの生体分子の構造と機能を明らかにした。X線結晶構造解析は現在でも新しい材料の原子構造を特定したり、他の実験では類似しているように見える材料同士を識別したりする上で依然として主要な方法である。X線結晶構造解析は材料の特異な電子的または弾性的特性に説明を与えたり、化学反応における相互作用やプロセスを明らかにしたり、病気に対する医薬品を設計する基礎を提案したりすることも可能である。
単結晶X線回折の測定は単一の結晶をゴニオメーターに取り付けて行う。ゴニオメーターは結晶の角度を精確に操作するために使用される。結晶に対して細く集束された単波長のX線ビームが照射され、反射と呼ばれる規則的な間隔のまだらな回折パターンが生成される。様々な方向から取得された2次元の回折パターンは、フーリエ変換による数学的処理とそのサンプルにおける既知の化学データを組み合わせて、結晶内の電子密度を示す3次元モデルへと変換される。結晶が小さすぎる場合や結晶の内部構成が十分に均一でない場合には、十分な解像度が得られず、時には不正確な結果を導いてしまう可能性がある。
X線結晶構造解析は、原子構造を決定するための他のいくつかの方法と関連している。同様の回折パターンは電子または中性子を散乱させることによっても生成でき、同様にフーリエ変換による解釈を行うことが出来る。十分なサイズの単結晶が得られない場合は、他のさまざまなX線による解析手法を用いることになるが、得られる情報の詳細さはX線結晶構造解析に及ばない。このような方法には、繊維回折、粉体回折、および（サンプルが結晶化されていない場合）X線小角散乱 (SAXS) が含まれる。解析対象の材料がナノ結晶粉末の形でしか入手できない場合や結晶化度が低い場合は、電子回折、透過型電子顕微鏡、および電子線結晶構造解析を用いて原子構造を決定できる。
上記の全てのX線回折法において散乱は弾性的であり、散乱されたX線は、入射X線と同じ波長である。これらと対照的な性質を持つ非弾性X線散乱を用いた解析手法は、原子の分布ではなくプラズモン、結晶場及び軌道励起、マグノン、フォノンなどのサンプルの励起を研究するのに有用である。